# Caroline Lavelle
Caroline Lavelle (1964) è una cantautrice e violoncellista inglese.
Ha finora composto tre album e contribuito a produzioni di album di numerosi artisti.

## Carriera
Dopo aver studiato al prestigioso Royal College of Music di Keningston (Londra), cominciò a suonare in un gruppo di Musica neo-barocca, chiamato Humoresque.
Successivamente incontrò Frankie Gavin, membro della band irlandese De Dannan, che la invitò a suonare col gruppo; Caroline rimase nella band fino ai primi anni novanta, al fianco di Mary Black e Dolores Keane.
Nel 1992 ha contribuito al brano Home Of The Wale dei Massive Attack e partecipò come violoncellista all'album Us di Peter Gabriel. Il produttore William Orbit apprezzò il suo stile e la contattò per produrre il suo album di debutto, Spirit, la cui uscita è datata 1995.
La sua versione della canzone Moorlough Shore venne usata come sigla per l'acclamata fiction EZ Streets di Paul Haggis.
Nello stesso anno partecipò come cantante e violoncellista nella canzone Come To Me di Vangelis, proveniente dal suo album Voices e cominciò il suo rapporto di collaborazione come violoncellista con l'artista canadese Loreena McKennitt.
Nel 1997 contribuì come violoncellista all'album The Bends dei Radiohead.
Nel 2001 pubblicò il suo nuovo album Brilliant Midnight, del quale uscì un anno dopo anche una versione extra con 3 tracce inedite, tra le quali spicca Home of the Wale, il brano registrato 9 anni prima con i Massive Attack e utilizzato nella colonna sonora del film The Eye - Lo sguardo, di Ewan McGregor e Ashley Judd. 
Sempre nel 2001 la sua canzone Anxiety, contenuta nell'album Brilliant Midnight, fu usata come colonna sonora del film Radio Killer di John Dahl. Si nota sempre nel 2001 la collaborazione come violoncellista con il gruppo Alternative Rock inglese Muse, per l'album Origin of Symmetry.
L'ultimo album uscito, A Distant Bell, è datato 2004.

Attualmente Caroline vive nel sud dell'Inghilterra. .
Ha partecipato al Ancient Muse Tour di Loreena McKennitt, con la quale ha proseguito il rapporto di collaborazione cominciato nel 1995, partecipando agli album  A Winter Garden e Books Of Secrets e a numerosi concerti.
Altre collaborazioni importanti sono state quelle con Hector Zazou, come cantante oltre che violoncellista, e con la band irlandese The Chieftains.

## Collaborazioni
| Artista                                  | Album | Anno                          | Contributo                                          | Canzone                                                    |
| ---------------------------------------- | --- | ----------------------------- | --------------------------------------------------- | ---------------------------------------------------------- |
| Afro Celt Sound System                   | Sound Magic Volume 1 | 1995                          | Voce e Violoncello                                  | Jam Nation's "She Moved Through the Fair"                  |
| BT                                       | Emotional Technology | 2003                          | Voce e Violoncello                                  | "The Great Escape"                                         |
| Chicane                                  | Far from the Maddening Crowds | 1997                          | Co-produttrice e Violoncellista                     | "Lost You Somewhere"                                       |
| De Dannan                                | Ballroom | 1993                          | Arrangiamenti, Voce e Violoncello                   | CD                                                         |
| Electric Strings quartet with The Pogues | Pogue Mahone | 1996                          | Violoncello                                         | "Anniversary" "Love You 'Til The End" "Pont Mirabeau"      |
| Hector Zazou                             | Lights in the Dark Strong Currents L'Absence                                                                                     | 1998 2003 2004                | Violoncello Testi e Voce                            | ALL "The Freeze" "Lies Will Flow"                          |
| Loreena McKennitt                        | A Winter Garden The Book of Secrets Live in Paris and Toronto An Ancient Muse Nights from the Alhambra A Midwinter Night's Dream | 1995 1997 1999 2006 2007 2008 | Violoncello Violoncello, Viola da Gamba Violoncello | CD CD, eccetto tracce 1 e 4 CD CD, eccetto tracce 5, 6, 11 |
| Massive Attack                           | Hymn of the Big Wheel EP | 1992                          | Voce e Violoncello                                  | "Home of the Whale"                                        |
| Muse                                     | Origin of Symmetry | 2001                          | Violoncello                                         | CD                                                         |
| Nigel Kennedy                            | Kafka | 1996                          | Co-produzione e Voce                                | "Breathing Stone"                                          |
| Peter Gabriel                            | Us | 1992                          | Violoncello                                         | CD                                                         |
| Radiohead                                | The Bends | 1996                          | Violoncello                                         | CD                                                         |
| Sleepthief                               | The Dawnseeker | 2006                          | Musica e Voce                                       | "Nightjar"                                                 |
| Spythriller                              | Nemo | 2011                          | Voce e violoncello                                  | "Nemo (cover dei Nightwish)"                               |
| The Chieftains                           | Further Down the Old Plank Road                                                                                                  | 2003                          | Violoncello                                         | CD                                                         |
| Vangelis                                 | Voices | 1995                          | Testo e Voce                                        | "Come to Me"                                               |

## Discografia

### Album
- Spirit (1995)
- Brilliant Midnight (2001)
- Brilliant Midnight 2.0 (2002)
- A Distant Bell (2004)

### Singoli
- Home Of The Wale (1992)
- Moorlough Shore (1995)
- Anxiety (2001)
- Home Of The Wale - Remastered (2001)